# Freno del debito
Il freno al debito (o freno all'indebitamento; in tedesco Schuldenbremse) è un emendamento al pareggio di bilancio emanato dal Governo federale tedesco. 

## Storia
La decisione di promuovere questo emendamento è nata a seguito dell'aumento del debito pubblico del Paese, causato principalmente dai costi sostenuti per la riunificazione tedesca del 1990. Nel 2009, tale emendamento è stato approvato con una maggioranza di due terzi sia dal Bundestag (la camera bassa) che dal Bundesrat (la camera alta e camera di rappresentanza degli Stati nella Federazione). L'approvazione del testo ha  comportato una modifica della Legge fondamentale della Germania, andando a riformare l'articolo 109. L'adozione di tale modifica ha portato diversi Länder ad adottare, autonomamente, il freno all'indebitamento nella propria legislazione regionale. Queste riforme legislative hanno portato a bilanci pubblici senza deficit strutturali o con un deficit molto contenuto (0,35% del PIL per lo Stato federale), mentre è stato disposto che il disavanzo federale strutturale, e non il disavanzo ciclico, non avrebbe dovuto superare lo 0,35% del PIL a partire dal 2016. Per i Länder, invece, i deficit strutturali sono stati completamente vietati a partire dal 2020. Le uniche eccezioni a queste regole sono i disastri naturali o le forti recessioni.
La Germania ha dunque ottenuto avanzi di bilancio per l'intero paese a partire dal 2012 ed è stata in grado di ridurre il rapporto debito/PIL dall'82,5% al 74,8%. Nel 2014, la Germania ha realizzato un avanzo di bilancio di 18,0 miliardi di euro (0,6% del PIL):  ciò significa che il debito della Germania non sta più crescendo, ma anzi si sta riducendo.